# Alfiszol
Az alfiszol egy talajrend az USDA-talajtaxonómiában, mérsékelten kilúgozott talajok, amiknek aránylag magas a termékenysége. Ezek főleg erdők alatt alakulnak ki, van egy felszín alatti agyagfelhalmazódási szintje. Elsősorban a Föld mérsékelten nedves és félnedves régióiban találhatók, a jégmentes földterületek 10%-át foglalják el.

## Alrendek
- Aqualf - az év nagy részében a vízszint felszínénél vagy annak közelében lévő alfiszol.
- Cryalf - hideg éghajlat alfiszola.
- Udalf - nedves éghajlat alfiszola.
- Ustalf - félsivatagi és félnedves éghajlatok alfiszola.
- Xeralf - mediterrán éghajlaton száraz nyarak és nedves telek hatására kialakuló alfiszol.

## Külső hivatkozások
- Alfisols. United States Department of Agriculture. [2007. október 18-i dátummal az eredetiből archiválva]. (Hozzáférés: 2008. január 4.)